# فالريس
فالريس (بالفرنسية: Valréas)‏ هي بلدية تقع في فرنسا في Canton of Valréas.[بحاجة لمصدر] يقدر عدد سكانها بـ 9,771 نسمة ومساحتها 57.97 كم2 وترتفع عن سطح البحر 276 متر.

## توأمة
لفالريس اتفاقيات توأمة مع كل من:
- زاكسنهايم
- مونتيجنوسو

## أعلام
- جوزيف أوغستين فورنير
- يان دومينك
- مانون فالنتينو
- جان بيسون
- ليليان مارتن